# ピンクパンサー
『ピンクパンサー』（原題: The Pink Panther）は、2006年公開のアメリカ映画である。1964年から始まったピーター・セラーズ主演のシリーズをアメリカのコメディ俳優スティーヴ・マーティンの主演でリメイクした作品。マーティンは脚本にも参加している。今回の映画の邦題は従来のシリーズとは違い中黒（・）がない。また、ピーター・セラーズ版でのケイトーに相当するキャラクターは登場しない。

## ストーリー
フランスVS中華人民共和国のサッカー国際試合で、フランスが勝利する。その歓喜で会場が沸く中、フランス代表チームのコーチ、グリュアムが何者かに毒矢で殺害されてしまう。そして彼がはめていた、値が付けられないほど高価なダイヤモンドの指輪「ピンクパンサー」までもが消え去ってしまっていた。国民が注目するこの事件を任されたドレフュス警視は、7度ノミネートされた名誉賞を今度こそ受賞するため、無能な刑事に捜査を担当させ、マスコミが振り回されている隙に自分たちの精鋭チームで事件を解決する事で、名誉賞受賞を企んでいた。そして振り回し役に抜擢されたのは、ドレフュス警視もかねてから悪評を聞いていた、田舎で巡査をしている救いようのないドジでマヌケな勘違い男、ジャック・クルーゾーであった。

## キャスト
| 役名                     | 俳優                       | 日本語吹替 |
| ------------------------ | -------------------------- | ---------- |
| ジャック・クルーゾー警部 | スティーヴ・マーティン     | 羽佐間道夫 |
| ドレフュス警視           | ケヴィン・クライン         | 小川真司   |
| ポントン                 | ジャン・レノ               | 菅生隆之   |
| ザニア                   | ビヨンセ・ノウルズ         | 斉藤梨絵   |
| チェリー                 | クリスティン・チェノウェス | 新井里美   |
| ニコール                 | エミリー・モーティマー     | 朴璐美     |
| ユーリ                   | ヘンリー・ツェニー         | 斉藤次郎   |
| ラロック                 | ロジャー・リース           | 田原アルノ |
| ビズ                     | ウィリアム・アバダイ       | 浜田賢二   |
| 006（カメオ出演）        | クライヴ・オーウェン       | 横島亘     |
| グリュアム（カメオ出演） | ジェイソン・ステイサム     | セリフなし |

## スタッフ
- 監督：ショーン・レヴィ
- 原案：ブレイク・エドワーズの「ピンク・パンサー」シリーズ
- 製作：ロバート・シモンズ
- 製作総指揮：トレイシー・トレンチ、アイラ・シューマン
- 脚本：レン・ブラム、スティーヴ・マーティン
- 撮影：ジョナサン・ブラウン
- 編集：ジョージ・フォルシー・Jr.、ブラッド・E・ウィルハイト
- 美術：リリー・キルヴァート
- 衣装デザイン：ジョセフ・G・オーリシ
- 作曲：クリストフ・ベック
- 「ピンク・パンサーのテーマ」作曲：ヘンリー・マンシーニ

## 小説
- ピンクパンサー マックス・アラン・コリンズ著、三川基好訳 （文藝春秋文春文庫）（2006年4月10日）ISBN 4-16-770514-1